# 流民

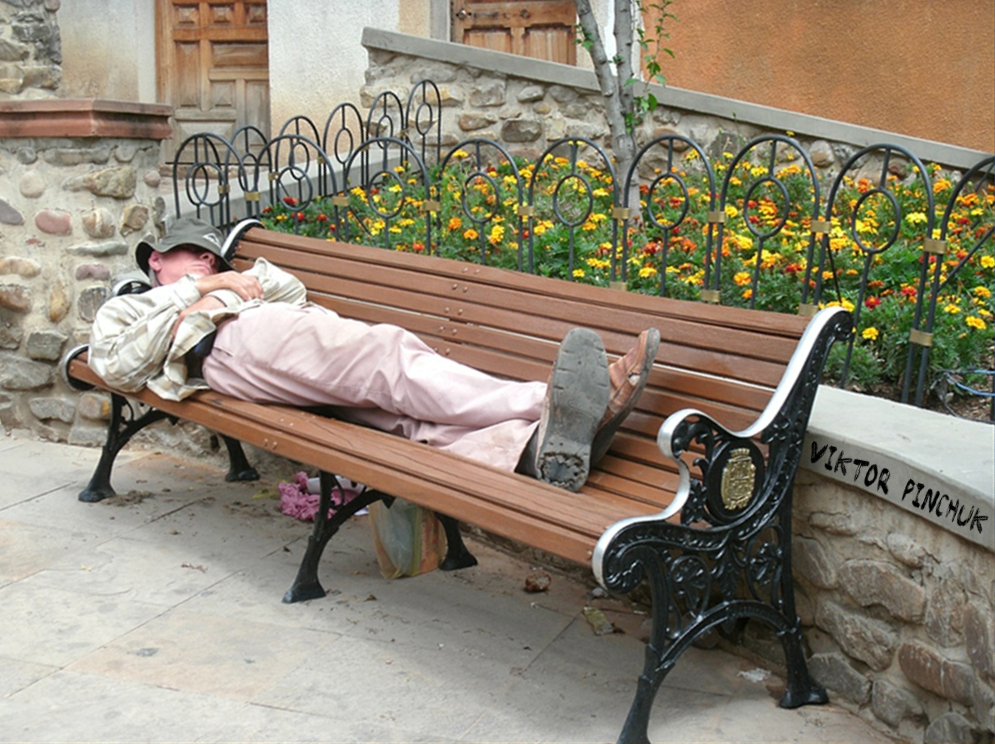
流民

流民，又稱流人、流亡、流户、流冗、流庸、流离、流者及盲流等，是中國歷史上對於轉徙四處的無業游民稱呼，一般都是逃荒的農民，天災、苛吏、土地兼併、战乱等都可能导致流民问题的出现。
最早在《詩經·大雅·召曼》提到：“瘼我饑饉，民卒流亡。”，管仲在齐国提出“禁迁徙，止流民”政策，目的是控制人口流动。两汉时期，流民的大量出现是与豪族土地兼并有關。西漢時，流民問題已相當嚴重，漢武帝元狩四年，山东大水，有流民七十余万人；元封四年，关东流民二百万；漢明帝多次下诏招抚流民。漢章帝下令若流民想返回故鄉，應提供他們旅費。东汉后期的流民现象，較之西汉更為嚴峻。流民暴动规模越来越大，终于形成了全国性的黄巾起义。哀帝時流民“以十萬數”，华歆收容流民，“四方贤士大夫避地江南者甚众，皆出其下，人人望风。”宋朝也出現大量流民，张齐贤《洛阳缙绅旧闻记·齐王张令公外传》載：“令招农户，令自耕种，流民渐归。” 
明朝中葉以後，流民問題最烈，甚至直接导致了明朝的灭亡。明朝中葉以後，“灾眚频仍、催科无序，数年之逋，取盈一时”。流民一直是历代朝廷的腹心之疾，福建连江县永乐初与洪熙元年相比，“户口什去其三四。”成化元年（1465年），户科给事中袁芳等言：“比年以来，救荒无术，一遇水旱，饥荒老弱者，转死沟壑，贫穷者流徙他乡。”成化七年，荆襄山区屯聚流民九十三万八千余人。清代封鎖东北，嚴令禁漢人出關，但流民“擔擔提籃，或東出榆關，或北渡渤海”。乾隆十一年，“東省被災州縣，流民出口”。民国画家蔣兆和绘有《流民圖》。
有明一代除农民之外，大量的匠户、军户、灶丁寺工商業也易於流亡。正统元年，山东都转运司“所属各盐场，在逃灶户3350余户。棚民也算是流民的一種。
自古以來，流民就是黑社會的基本組成，西漢末的赤眉軍就是由流民演變而來。東漢末，曹操在青州收編了三十萬黃巾隊伍，形成了青州兵，這些隊伍的組成份子多是流民。成化元年（1465年）三月劉通、石龍、馮子龍等於房縣大石廠立黃旗起義，杀都指挥以下军官三十八人，擁眾數十萬。成化六年十一月，又有劉通舊部李原、小王洪起義，流民附和者達百萬人，史稱鄖陽民變。明宪宗派白圭、项忠指挥镇压，四路围攻，最终平定民变。成化十二年设立郧阳抚治以及郧阳府等州县进行管理。